# Meeker (Colorado)
Meeker település az Amerikai Egyesült Államok Colorado államában, Rio Blanco megyében, melynek megyeszékhelye is. Lakosainak száma 2374 fő (2020. április 1.).

## Népesség
A település népességének változása:
| Lakosok száma | 260  | 2475 | 2374 |
|               | 1890 | 2010 | 2020 |